# Antonis Rikka
Antonis Rikka (en grec : Αντώνης Ρίκκα), né le 3 mars 1986 à Marseille, est un footballeur grec, évoluant au poste de milieu défensif.

## Biographie
Après avoir été formé à l’Olympique de Marseille, il part en Grèce, le pays de ses origines, où il signe, en janvier 2006, pour le club de Skoda AO Xanthi.
Il part cependant en prêt pour le club de Niki Volos FC, qui se trouve en B’ Ethniki (2e division grecque), il y termine la saison 2006-2007, et malgré la relégation de son club, l’entraîneur belge Emilio Ferrera est convaincu de son utilité dans l'effectif de la saison suivante.
Lors de la saison 2007-2008, Rikka saisit cette occasion, dispute 23 matchs avec Skoda AO Xanthi, et s'impose comme l'un des meilleurs joueurs de son équipe.
Le 16 mai 2008, Rikka signe un contrat de 5 ans avec AEK Athènes FC. N'ayant pas réussi à s'imposer au sein du club athénien, il rejoint en prêt en juin 2010 l'Olympiakos Volos.
Il a déjà connu 13 sélections avec l'équipe nationale grecque des -19 ans, et 12 sélections avec l'équipe nationale grecque des -21 ans.